# Emrah Başsan
Emrah Başsan (* 17. April 1992 in Gebze) ist ein türkischer Fußballspieler.

## Spielerkarriere

### Verein
Emrah Başsan ist seit 2009 professioneller Fußballspieler. Sein erster Verein war Pendikspor, er spielte dort bis Sommer 2011. Im Juli 2011 unterschrieb er einen Fünfjahresvertrag bei Medical Park Antalyaspor. Sein Debüt gab Emrah am 11. September 2011 gegen Gaziantepspor und sein erstes Tor in der Süper Lig erzielte er am 1. Februar 2012 gegen Galatasaray Istanbul. Die Partie endete 1:1. Nach einer Saison in der 2. türkischen Liga gelang Başsan und seinen Mannschaftskameraden der direkte Wiederaufstieg in die Süper Lig im Mai 2015.
Zur Saison 2016/17 wechselte der Mittelfeldspieler ablösefrei zu Galatasaray Istanbul und unterschrieb einen Vertrag bis 2019. Kurz vor Saisonbeginn wechselte Başsan auf Leihbasis zu Çaykur Rizespor. Çaykur Rizespor löste im Dezember 2016 den Leihvertrag mit Başsan auf. Anfang Januar 2017 wechselte Başsan leihweise zu Fortuna Sittard.
Am 31. Januar 2018 wurde sein Vertrag mit Galatasaray aufgelöst. Başsan kam bei Galatasaray in zwei Pokalspielen und einem UEFA-Europa-League-Qualifikationsspiel zum Einsatz. Er wechselte nach Portugal und spielte für Vitória Setúbal. Nach einem halben Jahr kehrte Başsan jedoch wieder in die Türkei zurück und unterschrieb beim Aufsteiger Büyükşehir Belediye Erzurumspor einen Einjahresvertrag.

### Nationalmannschaft
Am 29. Februar 2012 spielte Emrah Başsan zum ersten Mal für die türkische U21-Auswahl.

## Erfolg
Antalyaspor
- Aufstieg in die Süper Lig: 2014/15

Galatasaray Istanbul
- Türkischer Fußball-Supercup: 2016